# B3GNT2
B3GNT2 (англ. UDP-GlcNAc:betaGal beta-1,3-N-acetylglucosaminyltransferase 2) – білок, який кодується однойменним геном, розташованим у людей на короткому плечі 2-ї хромосоми. Довжина поліпептидного ланцюга білка становить 397 амінокислот, а молекулярна маса — 46 022.
| 10         |  | 20         |  | 30         |  | 40         |  | 50         |
| ---------- |  | ---------- |  | ---------- |  | ---------- |  | ---------- |
| MSVGRRRIKL |  | LGILMMANVF |  | IYFIMEVSKS |  | SSQEKNGKGE |  | VIIPKEKFWK |
| ISTPPEAYWN |  | REQEKLNRQY |  | NPILSMLTNQ |  | TGEAGRLSNI |  | SHLNYCEPDL |
| RVTSVVTGFN |  | NLPDRFKDFL |  | LYLRCRNYSL |  | LIDQPDKCAK |  | KPFLLLAIKS |
| LTPHFARRQA |  | IRESWGQESN |  | AGNQTVVRVF |  | LLGQTPPEDN |  | HPDLSDMLKF |
| ESEKHQDILM |  | WNYRDTFFNL |  | SLKEVLFLRW |  | VSTSCPDTEF |  | VFKGDDDVFV |
| NTHHILNYLN |  | SLSKTKAKDL |  | FIGDVIHNAG |  | PHRDKKLKYY |  | IPEVVYSGLY |
| PPYAGGGGFL |  | YSGHLALRLY |  | HITDQVHLYP |  | IDDVYTGMCL |  | QKLGLVPEKH |
| KGFRTFDIEE |  | KNKNNICSYV |  | DLMLVHSRKP |  | QEMIDIWSQL |  | QSAHLKC    |

A: Аланін

C: Цистеїн

D: Аспарагінова кислота

E: Глутамінова кислота

F: Фенілаланін

G: Гліцин

H: Гістидин

I: Ізолейцин

K: Лізин

L: Лейцин

M: Метіонін

N: Аспарагін

P: Пролін

Q: Глутамін

R: Аргінін

S: Серин

T: Треонін

V: Валін

W: Триптофан

Кодований геном білок за функціями належить до трансфераз, глікозилтрансфераз. 
Задіяний у такому біологічному процесі як альтернативний сплайсинг. 
Білок має сайт для зв'язування з іоном марганцю. 
Локалізований у мембрані, апараті гольджі.